# 일본어의 1인칭
이 문서에서는 일본어의 1인칭에 관한 내용으로 일본어에서 사용되는 1인칭 대명사를 소개하기로 한다.

## 개요
일본어의 1인칭 대명사는 종류도 많고, 그 쓰임새도 다양하다. 실생활에서도 자신과 상대의 위치나 사정 등을 고려하여 적절하게 사용하여야 상대에게 결례가 되지 않는다.

## 일반적으로 사용하는 대명사
- 와타시(私/わたし)

일본인이 격식있는 자리에서 가장 많이 쓰는 표현으로, 외국인이 사용하기에도 무난하다. 남성의 경우에는 친한 사이나 사적인 대화에서는 잘 쓰지 않지만, 사용할 경우에는 예의바르고 지적인 느낌을 줄 수도 있다. 미성년인 남성은 잘 쓰지 않는다. 면접에서는 ‘1인칭은 와타시를 권장합니다’라고 할 정도로 면접에서는 광범위하게 쓰인다. '私'는 원래 발음은 와타쿠시(わたくし)이나, 실제로는 와타쿠시의 변한 말인 와타시(わたし)가 널리 쓰이고 있다.
- 와타쿠시(私/わたくし)

‘私’를 옳게 읽은 것으로, 와타시보다 더욱 공손한 느낌을 준다. 공적인 자리에서 자주 사용되지만, 지나치게 예의를 차리는 느낌을 줄 수 있기 때문에 와타시만큼 많이 쓰이지는 않는다. 다만 비지니스에서 겸손한 표현을 주는 ‘와타쿠시도모’(わたくしども)로는 많이 사용된다. 여성이 사용할 경우에는 학자나 시인, 규수 등의 고귀한 신분 또는 상류층이라는 느낌을 준다.
- 보쿠(僕/ぼく)

원래 헤이안 시대 이후 남성의 겸손한 표현으로, 뜻으로 읽은 ‘やつがれ 야츠가레[*]’’로 사용되었다. 에도 막부 말기에 유신지사들 사이에서 음으로 읽은 ‘보쿠’가 널리 퍼지면서 오늘날과 같은 표현으로 굳어지게 되었다. 보에 강세를 두고 ‘보쿠’라고 읽을 경우에는 어린 느낌을 주며, 쿠에 강세를 두고 ‘보쿠’로 읽을 때는 청년의 느낌을 줄 수 있다. 보통 전자로 읽는 것이 대세이다. J-POP의 가사에도 자주 등장한다. 예외적으로 「僕、どうしたの？」(너, 무슨 일 있어?)같이 2인칭으로 사용하는 경우도 있다. 성년 여부를 불문하고 남성이 친구나 가족, 친한 사람 사이에서 널리 사용하며, 여성의 경우에는 잘 사용하지 않는다.
‘보쿠’는 여성이 쓰는 경우에는 일반적으로 거부감을 줄 수 있으므로 잘 사용하지 않지만, 만화의 캐릭터 등에서는 남성적인 성격을 나타내기 위해 자신을 보쿠로 지칭하는 여성 캐릭터가 등장하기도 한다. 이러한 여성을 ‘보쿠온나’(僕女/ぼくおんな)라고 하며, 소녀인 경우에는 ‘보쿠쇼조’(ボク少女/ぼくしょうじょ) 또는 ‘보쿳코’(ボクっ娘/ぼくっこ)라고 부르기도 한다. 만일 어떤 작품에서 텍스트로 '보쿠'라는 말을 쓰면, 일반 남성의 경우 정상적인 한자인 '僕'자가 나오지만, 여성은 'ボク'라는 가타카나로 나오기 때문에 금방 구별이 가능하다. 보통의 일본인들 사이에서 보쿠 소녀를 보는 시각을 어느 정도 엿볼 수 있다.
- 지분(自分/じぶん)

체육계의 남성 내지는 군인이 자주 사용하지만, 1인칭을 말하기 애매한 경우에 내성적이거나 소심한 남성이 쓰기도 한다. 딱딱한 느낌을 주기도 하며, 드라마에 등장해 유행하기도 했다. 추상적인 경향이 강해 여성이 쓰는 경우도 늘어나고 있으며, 간사이 지방에서는 상대방을 가리키는 2인칭으로 사용하기도 한다.
- 곳치(こっち)

‘이쪽’이라는 뜻의 지시대명사지만, 한국어와 마찬가지로 자신을 나타내는 인칭대명사로 사용하기도 한다. ‘지분’과 마찬가지로 1인칭을 말하기 곤란한 경우에 사용하며, 그 이상으로 화자가 내성적인 느낌을 준다.
- 3인칭화

여성 아이돌이나 연예인들이 자신을 대중에게 각인시키기 위한 목적으로 이름이나 애칭을 이용해 자신을 3인칭으로 가리키는 경우가 있다.

## 친한 사이
- 오레(僕/おれ)

일본의 많은 남성이 흔히 사용하는 표현이지만, 상대방을 자신과 대등, 또는 낮춰보는 뉘앙스때문에 공적인 사용은 실례이다. 가마쿠라 시대 이전에는 2인칭 표현이었으나, 이후 1인칭 용법으로 전환했다. 에도 시대에는 남녀 노소 귀천을 막론하고 널리 쓰였다. 메이지 시대 이래 표준어에서는 여성의 사용이 비표준적인 것으로 간주되어 거의 없어졌으나, 방언에서는 뿌리깊게 남아 있다. 만화 캐릭터에서는 남성적인 여성 캐릭터를 나타내는 장치로 자주 쓰인다.(오레온나) 서일본에서는 사용자가 나이를 먹게 되면 오레에서 와시로 사용을 바꾸는 경우가 많다. 오레오레 사기라는 용어는 이 단어에서 유래하였다.
- 와레(我/われ)

오레의 변형이다.
- 와시(儂/わし)

히로시마를 중심으로 한 주고쿠 지방에서 널리 사용된다. 그외에 간사이, 규슈등 서일본 전반과 아이치 현, 기후 현 등에서도 사용하는 경우가 있다. 이들 지역에서는 어린이나 젊은이도 흔히 사용하나, 그외의 지방에서는 화자의 연령이 고령임을 암시한다. 극히 일부지방에서는 여성이 사용하는 경우도 있다. 픽션에서는 노인, 박사, 권력자(남성)이 사용하는 경우가 많다.
- 아타시(あたし)

와타시가 변형된 말로 많은 일본여성이 구어에서 쓰는 여성적인 말투다. 예전의 도쿄에서는 상인 및 장인 등이 즐겨 사용했으며, 현재는 주로 젊은 여성들 사이에서 쓰인다.
- 아타이(あたい)

아타시가 더욱 변형된 말로 경박한 여성의 말투라는 이미지가 강하다. 일상적으로는 거의 사용되지 않으나, 픽션에서는 가끔 보인다. 예전의 가고시마현 등지에서도 일부 쓰였다.
- 와이, 와테(わい、わて)

긴키 지방등 특정 지역의 노년층이 쓰는 표현. 와시가 변형된 표현으로 생각된다. 해당 지역에서도 사용자는 소수이나, 픽션등에서는 간사이 방언을 쓰는 캐릭터의 효과를 높이기 위해 일부러 사용되는 경우가 있다.
- 우치(うち)

긴키 지역등 특정 지역의 여성층이 쓰는 표현이었는데, 현재는 중고생들이 성별에 관계 없이 사용하는 경우가 많다. 2004년 무렵에는 간토 지방에서도 유행하기 시작했다.
- 오이라(己等/おいら)

지방의 남성이 사용한다. 사용하는 저명인으로는 비트 다케시, 니시무라 히로유키, 마나베 가오리 등이 있다.
- 오라(おら)

오이라에서 파생하며 간토 이북의 남성이 주로 사용한다. 픽션에서는 드래곤볼의 손오공, 짱구는 못말려의 신짱구도 사용했다.
- 오이, 오이돈(おい、おいどん)

규슈에서도 남규슈 지역의 남성들이 주로 사용한다.
- 자신의 이름

주로 미성년 여성이나 미취학 어린이가 쓴다. 자신의 이름이나 성을 그대로 부르거나, 부르기 쉽게 줄이거나, 자신의 이름에 ‘쨩’(ちゃん), ‘군’(くん), ‘땅’(たん)을 붙이거나 한다. 성인이 어린이와 대화할 때 쓰는 경우도 있다. 어린이인 경우, 어머니가 자신을 부르는 호칭을 그대로 쓰는 경우가 많다. 자신을 이름으로 부르는 사람은 도쿄나 오키나와에 많고 다른 지방에는 별로 없다. (우치나 야마토구치를 참고하라.)
- 우라(うら)

호쿠리쿠와 고신에쓰 지방의 남성이 사용하며, 예전에는 여성도 썼다. 지금의 젊은 세대는 사용하지 않고 있으나 하쿠산로쿠 등지에서는 아직도 잘 쓰이고 있다. 오라의 지방 변종으로 생각된다.
- 와, 와아(わ、わー)

쓰가루 방언에서 남녀 구분 없이 사용된다. 이요(伊予)에서는 주로 나이든 남성이 사용하고, 2인칭에서 사용되는 경우도 있다. ‘와레’(我)의 변한말로 생각된다.
- 완, 와아(わん、わあ)

오키나와어의 1인칭으로 주로 남성이 쓴다. 여성은 노소에 관계없이 자신의 이름을 대용하는 일이 많다. 보통 오키나와에서는 주어를 빼고 말하는 경우가 많아서 1인칭도 자주 생략된다.
- 보쿠찬, 보쿠친(ぼくちゃん、ぼくちん)

남자 어린이가 귀여운 척 말하거나 까불 때 사용한다. 비스트 워즈의 와스피터가 사용한다. 특수한 경우 보쿠보쿠찬이라는 말도 있다.
- 오렛치(おれっち)

오레의 변형으로 에도코(에도 토박이) 말씨다. 이시하라 신타로의 수필에 따르면, 에도코들은 오레타치나 오레라등의 1인칭 복수형도 단수형으로 종종 사용했으며, 오레라가 변한 말이 오이라이고, 오레타치가 변한 말이 오렛치라고 한다.
- 오랴아, 보카아, 와타샤, 아타샤, 와샤아, 오라아(おりゃあ、ぼかあ、わたしゃ、あたしゃ、わしゃ、おらあ)

기존의 1인칭을 장음화한 표현들로, 매우 비격식적이고 거침없는 표현들이다. 창작물에서는 아직 철 없는 어린아이들을 나타내기 위해 쓰이기도 한다.
- 친족호칭

가족 간의 호칭은 오토산, 오카산, 오네산, 오니산, 지찬, 바찬등 자녀나 손자를 기준으로 가족관계를 나타내는 말로 서로를 호칭하기도 한다. 좀 더 친숙하게는 파파, 마마 등의 외래어를 쓰거나, 할머니 할아버지를 바바 지지라고 경칭을 빼고 말하기도 한다. 오니산, 오네산, 오지산등은 가족간의 관계가 아니더라도 성인이 어린이에게 자신을 가리킬 때 쓸 수 있는 표현이다.
- 미(ミー)

영어의 me에서 온 말. 일상생활에서 쓰는 일은 드물고, TV나 애니메이션 등에서 개성적인 등장인물등이 사용하거나, 개그 감각으로 사용하는 경우등이 많다. Me는 영어에서 온 말이라 사실상 문법에 맞지 않다.

## 비즈니스 문서의 경우
- 쇼쇼쿠, 도호(小職/しょうしょく、当方/とうほう)

화자 자신 및 화자가 속해있는 장소, 단체등을 포함할 때 사용한다. 사업관계 등 비교적 격식을 차리는 문서에서 사용한다.

## 직업
- 센세(先生/せんせい)

초중등교사가 학생에게 스스로를 일컬을 때 씀. 특히 초중등학교에 나나 저 대신 센세를 쓰는 교사가 많다. 간혹 성과 함께 부르는 경우도 있다. 한국의 경우와 달리 ~님을 붙이지 않는 직함만으로 경칭이 된다.
- 혼칸(本官/ほんかん)

경찰관, 사관, 재판관, 사무차관등의 공공관직에 있는 사람이 스스로를 일컬을 때 쓰지만, 지금은 일상적으로 사용되지 않는 표현이다.
- 혼쇼쿠(本職/ほんしょく)

변호사, 변리사, 법원서기 등이 스스로를 일컬을 때 쓴다. 토쇼쿠 또는 쇼쇼쿠라고 말하기도 한다. 구어체로는 쓰지 않고 비지니스 문서나 보고서 등의 문어사용에 한정된다. 여기서 ‘쇼쿠’(職)는 이익추구가 아닌 사회정의나 공익을 추구한다는 뉘앙스를 주기 때문에 교직관계자나 매스컴 관계자(사회비리를 고발한다는 관점에서)가 쓰는 경우도 있으나, 세일즈맨(이익추구가 우선시되는)등에게는 적합한 표현이 아니다.
- 헨슈시, 힛샤(編集子/へんしゅうし、筆者/ひっしゃ)

신문, 잡지기사, 인터넷 기사 등에서 편집자가 스스로를 일컬을 때 쓴다.

## 취미관계
- 도쿄쿠(当局/とうきょく)

아마추어 무선통신을 취미로 하는 사람들끼리의 회화나 문서에서 사용한다. 상대를 가리킬 때(2인칭)은 ‘기쿄쿠’(貴局/ききょく)이라 일컫는다.

## 고풍스런 표현
- 와가하이(我輩、吾輩、我が輩、吾が輩/わがはい)

나쓰메 소세키의 소설 나는 고양이로소이다(『吾輩は猫である』) 에 인용된 것으로 유명하다. 지금은 픽션에서 악역의 보스가 사용하는 설정이 많다. 대표적으로 일본어판 해리포터의 세베루스 스네이프 교수나 애니메이션 '개구리 중사 케로로'의 케로로에서 이 표현이 쓰였다.
- 소레가시(某/それがし)

과거 무사들이 사용했다.
- 진(朕/ちん)

고대 중국 황제의 자칭(짐)으로 진시황이 황제만 사용할 수 있는 1인칭으로 독점했고, 일본이 이를 모방하여 천황의 칙서나 공문서 등에 천황의 1인칭으로 사용했다. 현 천황인 아키히토는 사용하지 않으나, 쇼와천황시대까지는 자주 사용했고 구일본제국헌법이나 전전의 공문서 등에 널리 그 예가 보인다.
- 마로(麻呂、麿/まろ)

고대 일본의 남성명으로 자주 사용되었고 헤이안 시대 이후에는 신분이나 성별에 관계없는 일인칭으로 사용되었다. 현대에는 픽션에서 주로 ‘구게’(公家 일본의 전통적 귀족계급[*])가 사용한다.
- 와레, 와(我/われ、吾/わ)

현대문어에서는 ‘와가이에’(我が家 우리 집[*]), ‘와가구니’(我が国 우리 나라[*]) 등 한국어로 ‘우리’에 해당되는 접두적 용법으로 사용된다. 픽션에서는 인간의 지혜를 초월한 신격 존재가 사용하는 경우가 많다. 간사이 지역에서는 2인칭으로 사용하기도 한다.
- 요(余、予/よ)

현대에는 주로 문서나 연설등에 사용되고 픽션에서는 왕 또는 그에 준하는 지위를 가진자가 사용한다. 대장금의 일본어판 자막에는 조선 국왕의 자칭이 요로 되어 있다.
- 쇼세(小生/しょうせい)

주로 남성이 자신을 겸손하게 표현할 때 쓴다. 현재도 편지 등에서 간혹 사용된다.
- 구세(愚生/ぐせい)

역시 편지 등의 문서상에서 남성이 겸양표현으로 사용한다.
- 앗시, 아치키(あっし、あちき)

과거에 서민들이 많이 사용한 표현으로 지방에서 상경한 게이샤들이 지방색을 감추기 위한 표현으로 유곽방언의 일종이기도 하다. 더 변화한 아찌시라는 말도 있는데, 이것은 시대극 등 픽션에서만 사용된다. 현재도 일반적인 일인칭을 사용할 수 없는 여성들이 사용한다고 한다.
- 와라와(妾/わらわ)

여성의 일인칭으로, 어원은 아이를 의미하는 ‘와라베, 와라와’(童/わらべ、わらわ)이며 그 본래 의미는 어린이와 같이 미숙한 자신이라는 의미의 겸양표현이었다. 그러나 픽션 등에서는 반대로 여왕이나 왕비 등의 지위가 높은 여성이 불손한 뉘앙스로 말할 때 사용하는 경우가 대부분이다.
- 셋샤(拙者/せっしゃ)

주로 무사가 스스로를 낮추어 일컫는 말이었다. 승려의 경우는 ‘세쓰조’(拙僧)라고 한다. 오늘날에는 픽션이나 개그 등에서 사무라이나 닌자가 사용하는 경우가 많다. 저명인 중에는 기타 사무라이라는 예명으로 널리 알려진 하타 요쿠가 유명하다.
- 미도모(身ども/みども)

무사계급이 자신과 동급이거나 낮은 무사에 대해 사용했다.
- 야쓰가레, 데마에(僕/やつがれ、手前/てまえ)

오늘날에도 비즈니스 문서 등에서 ‘데마에도모’(手前ども)등의 형식으로 ‘이쪽’(こちら) 대신에 사용된다.
- 다이코, 고나타, 아테(乃公/だいこう、此方/こなた、あて)

교토지역에서 남자 여자 할 것 없이 사용했던 일인칭 표현이다.
- 와타시메, 와타쿠시메(私め/わたしめ、わたくしめ)

### 자존어
- 오레사마(俺様/おれさま)

나의 보통표현인 오레에 님이라는 뜻의 사마가 붙은 단어로 실생활에서 이 표현을 쓰는 사람은 드물지만, 픽션에서의 악역 보스, 인터넷 게시판 등에서 자신만만함이나 건방진 캐릭터를 연출하기 위해 다용된다. 예를 들면 일본판 꽃보다 남자에서 도묘지가 자신을 이르는 말이다. 귀멸의 칼날에서 우즈이 텐겐이 사용한다.
- 아타쿠시(あたくし)

구어에서 쓰이는 일은 드물지만, 블로그나 편지 등에서 여성이 유희적으로 이 표현을 쓴다. 픽션에서는 오만하거나 도도한 여성 캐릭터의 설정에 사용된다.

### 다른 창작물에서의 쓰임 (소설, 애니메이션)
- 보쿠사마찬(僕様ちゃん/ぼくさまちゃん)

소설 '헛소리 시리즈(戯言シリーズ)'에서 나오는 표현이다.
- 오레(己/オレ)

많은 애니메이션에서 나오는 표현으로, 유명한 만화인 '강철의 연금술사'에 나왔던 스카는 己れ라고 쓰고 오레라고 읽는다.(귀멸의 칼날에서 토미오카 기유나 상현2 도우마가 사용하기도 한다.)
- 오레찬(俺ちゃん/おれちゃん)

애니메이션 '은아선풍 브라이거' '수권전대 게키렌쟈'따위에서 나온적 있는 표현이며, 일본 인터넷에서 자주 쓰이는 표현이기도 하다.
- 오데(おで)

애니메이션 '강철의 연금술사'에서 나온적 있는 표현이다.

## 일인칭의 2인칭 전용화 현상
일본어에서는 1인칭 대명사가 2인칭으로 전용되는 일이 많다. 지분(自分)은 간사이 일부 지방에서는 2인칭으로만 사용되고 현재는 다른 지방에서는 2인칭용법으로서의 용례가 많아지고 있다. 도호쿠 지방 일부에서는 ‘와레’(我)가 단축된 와가 1, 2인칭 겸용으로 사용되고 있다. 또한 옛날에 1인칭으로 사용되었다고 추정되는 ‘데마에’(手前)가 변화한 ‘데메’(てめえ)는 오늘날에는 상대를 도발하는 비칭대명사로 사용되고 있다.

## 같이 보기
- 일본어의 2인칭